# Конфедерації шляхетські
Конфедерації шляхетські  (від лат. confoederatio – спілка, об'єднання) – тимчасові політичні об'єднання шляхти в Речі Посполитій, які брали на себе функції державної влади або ж домагалися від центрального уряду задоволення своїх станових вимог. Після згасання династії Ягеллонів (1572) їхні створення та діяльність відбувалися або згідно з правовим порядком regnum, коли функціонували всі державні і політичні інститути, або – interregnum, коли було неможливим функціонування в повному обсязі виконавчої, законодавчої і судової влади. У другому випадку – у періоди міжкоролів'я – у всіх воєводствах створювалися каптурові конфедерації з власними судами (див. Каптурові суди), які об'єднувалися в генеральний каптур (генеральну конфедерацію). На чолі держави як тимчасовий правитель (interrex; див. Інтеррекс) ставав примас (гнєзненський архієпископ), він керував адміністрацією та готував елекцію (вибори короля; див. Елекція вільна поголовна), основними етапами останньої були конвокація (на ній посли від земель об'єднувалися в генеральну конфедерацію) та елекційний і коронаційний сейми (див. Вальний сейм). Генеральна конфедерація утворювалася окремо для Корони Польської та для Великого князівства Литовського. Конфедерація обирала свою владу (Генеральність), формувала конфедератські суди, накладала податки і призначала регіментарів конфедератських військ. Найвищим органом влади конфедерації ставала генеральна рада, що обиралася конфедератськими сеймиками. На генеральній раді головував маршалок конфедерації; її рішення ухвалювалися на основі консенсусу, а з середини 18 ст. – більшістю голосів.
За звичайного правового порядку в державі (regnum) шляхта створювала конфедерації як для політичної підтримки короля, так і для боротьби з ним чи тиску на нього, щоб домагатися виконання тих чи ін. своїх вимог (див. Барська конфедерація 1768, Торговицька конфедерація 1792). Якщо король визнавав справедливими вимоги утвореної проти нього конфедерації, то вона набувала рис легальності; не визнана королем конфедерація поставала як рокош. Протягом 17–18 ст. К.ш. потрапили під вплив магнатських угруповань (див. Магнати), що переслідували свої групові інтереси.
Із 17 ст. для Речі Посполитої актуальними стали військові конфедерації, в яких активну участь брала шляхта, що служила у війську. З часом ці конфедерації почали висувати не лише фінансові, а й політичні вимоги, що стало особливо помітним з 2-ї пол. 17 ст.; певний вплив на них справила політична модель рокошу.
У 18 ст. під виглядом К.ш. почали скликатися вальні сейми, завдяки цьому вдавалося уникати їхнього (вальних сеймів) зриву, оскільки на К.ш. для ухвалення рішень не вимагалося одностайної згоди під час голосування та не діяло право liberum veto (див. "Ліберум вето").